# Vanessa Gonçalves
Vanessa Andrea Gonçalves Gómez (Baruta, Estado Miranda, Venezuela; 10 de febrero de 1981) es una odontóloga, modelo, atleta y exreina de belleza venezolana ganadora del título Miss Venezuela 2010, en el cual representó a su estado natal Estado Miranda.
Gonçalves obtuvo el título de Miss Venezuela 2010, el 28 de octubre del mismo año, en un concurso realizado en la ciudad de Maracaibo, estado Zulia, y en la competencia preliminar, en donde se otorgan las primeras bandas, la cual es televisada en vivo, denominado Gala de la Belleza, obtuvo la Banda como Mejor Cuerpo de la competencia. Representó a Venezuela en el certamen Miss Universo 2011 realizado en la ciudad de São Paulo, Brasil, donde clasificó en el cuadro de 16 cuarto finalistas.
El 15 de octubre de 2011, entregó la Corona del Miss Venezuela a su sucesora Miss Sucre Irene Esser, (Miss Venezuela 2011).

## Biografía
Vanessa nació en la ciudad de Caracas, municipio Baruta, desde pequeña estudió en el Colegio San Luis, de El Cafetal, en donde obtuvo su título de bachiller y al titularse cursó estudios de Odontología en la Universidad Santa María, en donde obtuvo el título de odontólogo, con diplomado en Odontología estética.
También realizó diplomados de odontología estética y diseño de sonrisa en Bogotá, Colombia, y Río de Janeiro, Brasil. Además de hablar el español, que es su lengua materna) también habla inglés y portugués. Se certificó como profesora de yoga, en 2020. 
La familia de Vanessa es una mezcla étnica y cultural, originaria de su padre Antonio Gonçalves Ferreira, un comerciante oriundo de Funchal, Portugal, y su madre Ivón María Gómez, venezolana oriunda del estado Miranda de padres portugueses que emigraron a Venezuela en los años 40. 
Actualmente reside en Miami, Estados Unidos, en donde se desempeña como profesora de yoga, modelo y corredora de bienes raíces.